# Rokka: Braves of the Six Flowers
Rokka: Braves of the Six Flowers (六花の勇者?, Rokka no yūsha, lett. "Gli Eroi dei Sei Fiori") è una serie di light novel scritta da Ishio Yamagata ed illustrata da Miyagi. Sei volumi sono stati pubblicati dalla Shūeisha, sotto l'etichetta Super Dash Bunko, a partire da agosto 2011. Un adattamento manga di Kei Toru è stato serializzato sul Super Dash & Go! della Shūeisha dal 25 febbraio 2012 al 20 novembre 2014. Un adattamento anime, prodotto dallo studio Passione, è stato trasmesso in Giappone tra il 4 luglio e il 19 settembre 2015.

## Trama
Mille anni fa, nel continente a ovest apparve il Dio Demone, un essere demoniaco che diede vita a numerosi diavoli che portarono la disperazione nel mondo degli umani. Nonostante la situazione facesse sembrare che fosse tutto perduto, improvvisamente la Dea del Fato si mostrò agli uomini e li difese dal nemico, riportando la pace nel mondo. La dea rivelò tuttavia che il Dio Demone non era ancora stato sconfitto e che al suo risveglio sei eroi, benedetti con il suo potere, si sarebbero eretti a difesa dell'umanità. Dopo due battaglie avvenute a distanza di secoli, Adlet Mayer, un ragazzo che si proclama l'uomo più forte al mondo, desidera diventare uno dei cosiddetti Eroi dei Sei Fiori della sua generazione. Alla terza rinascita del Dio Demone, la dea riconosce il suo valore e lo premia col simbolo dei sei fiori, ma quando si riunisce con gli altri al punto di incontro, qui Adlet scopre che i presenti ammontano in tutto a sette. Sospettosi che uno di essi possa essere il nemico, sfortunatamente gli eroi puntano il dito proprio contro di lui.

## Personaggi

I protagonisti Adlet e Nachetanya

Adlet Mayer (アドレット・マイア?, Adoretto Maia)
Doppiato da: Sōma Saitō (adulto), Miyuki Sawashiro (bambino)
Il protagonista della serie, ossia un ragazzo che si dichiara l'uomo più forte al mondo che combatte utilizzando stratagemmi e trucchi per prendere i suoi avversari alla sprovvista. Dopo aver conosciuto Flamie, si innamora di lei e fa di tutto per proteggerla dagli altri. In qualche modo legato sia alla Dea del Fato sia al Dio Demone, è anche il settimo eroe che viene scelto da Tgurneu.
Nachetanya Loei Piena Augustra (ナッシェタニア・ルーイ・ピエナ・アウグストラ?, Nasshetania Rūi Piena Augusutora)
Doppiata da: Yōko Hikasa
La prima principessa del regno di Piena, la cui famiglia è stata uccisa durante una guerra civile nel suo paese. È la Santa delle Lame e, in quanto tale, può far comparire spade dal nulla ed utilizzarle a mo' di proiettili. Più tardi si rivela essere il settimo eroe, il cui piano è quello di resuscitare il Dio Demone per forzare una pace tra diavoli e umani al costo di mezzo milione di persone. È innamorata di Adlet. Il suo braccio sinistro è stato tagliato da Tgurneu.
Flamie Speeddraw (フレミー・スピッドロウ?, Furemī Supiddorō)
Doppiata da: Aoi Yūki
La Santa della Polvere da Sparo, ossia un cecchino noto come l'Assassino di Eroi che ama i cani e odia gli esseri umani. È per metà diavolo e per metà umana, ma dopo non essere riuscita ad assassinare Chamot, è stata tradita da sua madre e dalla sua intera tribù. Per questo motivo ha intenzione di uccidere il Dio Demone in cerca di vendetta. Inizialmente non si fida di Adlet, ma dopo che questi le salva la vita più volte, vince le sue paure di essere tradita nuovamente e si schiera dalla sua parte. Più tardi, si scopre che è colei che ha ucciso la sorella di Adlet.
Goldov Auora (ゴルドフ・アウオーラ?, Gorudofu Auōra)
Doppiato da: Kōki Uchiyama
Un giovane cavaliere al servizio di Nachetanya che brandisce un'enorme lancia. Essendo stato salvato da Nachetanya quando era piccolo, ha giurato di proteggerla da allora.
Chamot Rosso (チャモ・ロッソ?)
Doppiata da: Ai Kakuma
Una ragazzina orgogliosa che secondo molti è la guerriera più potente di quest'epoca. Ogni diavolo che ha mangiato vive in una palude all'interno del suo stomaco.
Maura Chester (モーラ・チェスター?, Mōra Chesutā)
Doppiata da: Rina Satō
La Santa delle Montagne, ossia una donna intellettuale estremamente seria che è la leader di tutte le Sante. Il suo compito è quello di uccidere uno dei sei eroi.
Hans Humpty (ハンス・ハンプティ?, Hansu Hanputi)
Doppiato da: Ken'ichi Suzumura
Un misterioso assassino che stringe amicizia con Adlet e che si muove e parla imitando i gatti. Ucciso da Maura, verrà riportato in vita da Rolonia.
Rolonia Manchetta (ロロニア・マンチェッタ?, Roronia Manchetta)
Doppiata da: Hisako Kanemoto
La Santa del Sangue Fresco, ossia una ragazza bassina che indossa armatura e occhiali in stile mucca. Specializzata nelle magie di cura e capace di riportare anche in vita i morti, è un'amica d'infanzia di Adlet per cui ha una cotta.

## Media

### Light novel
La serie è stata scritta da Ishio Yamagata con le illustrazioni di Miyagi. Pubblicata dalla Shūeisha a partire dal 25 agosto 2011, entro il 24 luglio 2015 ha raggiunto i sei volumi, di cui i primi quattro sotto l'etichetta Super Dash Bunko, mentre dal quinto in poi sotto Dash X Bunko. In America del Nord i diritti sono stati acquistati dalla Yen Press.
| Nº | Data di prima pubblicazione | Data di prima pubblicazione | Data di prima pubblicazione |
| Nº | Giapponese                  | Giapponese                  |                             |
| -- | --------------------------- | --------------------------- | --------------------------- |
| 1  | 25 agosto 2011              | ISBN 978-4-08-630633-1      |                             |
| 2  | 25 aprile 2012              | ISBN 978-4-08-630671-3      |                             |
| 3  | 22 novembre 2012            | ISBN 978-4-08-630710-9      |                             |
| 4  | 25 luglio 2013              | ISBN 978-4-08-630745-1      |                             |
| 5  | 21 novembre 2014            | ISBN 978-4-08-631008-6      |                             |
| 6  | 24 luglio 2015              | ISBN 978-4-08-631056-7      |                             |

### Manga
L'adattamento manga, scritto da Ishio Yamagata e disegnato da Kei Toru, è stato serializzato sul Super Dash & Go! della Shūeisha dal 25 febbraio 2012. Dopo che la pubblicazione della rivista è stata interrotta nell'aprile 2013, la serializzazione del manga è continuata online dove si è conclusa il 20 novembre 2014. Quattro volumi tankōbon sono stati pubblicati tra il 25 ottobre 2012 e il 24 luglio 2015. In America del Nord i diritti sono stati acquistati sempre dalla Yen Press.

#### Volumi
| Nº | Data di prima pubblicazione | Data di prima pubblicazione | Data di prima pubblicazione |
| Nº | Giapponese                  | Giapponese                  |                             |
| -- | --------------------------- | --------------------------- | --------------------------- |
| 1  | 25 ottobre 2012             | ISBN 978-4-08-782468-1      |                             |
| 2  | 25 luglio 2013              | ISBN 978-4-08-782656-2      |                             |
| 3  | 21 novembre 2014            | ISBN 978-4-08-782798-9      |                             |
| 4  | 24 luglio 2015              | ISBN 978-4-08-782853-5      |                             |

### Anime
La serie televisiva anime, prodotta dallo studio Passione e diretta da Takeo Takahashi, è andata in onda dal 4 luglio al 19 settembre 2015. La sigla di apertura è Cry for the Truth di Mich, mentre quelle di chiusura sono rispettivamente Secret Sky di Mich, Dance in the Fake di Yōko Hikasa e Nameless Heart di Aoi Yūki. In Italia e nel resto del mondo, ad eccezione dell'Asia, gli episodi sono stati trasmessi in streaming, in contemporanea col Giappone, da Crunchyroll, mentre in America del Nord i diritti sono stati acquistati dalla Ponycan USA.

#### Episodi
| Nº | Titolo italiano Giapponese 「Kanji」 - Rōmaji                              | In onda           | In onda |
| Nº | Titolo italiano Giapponese 「Kanji」 - Rōmaji                              | Giapponese        |         |
| 1  | L'uomo più forte del mondo 「地上最強の男」 - Chijō saikyō no otoko        | 4 luglio 2015     |         |
| 2  | Il primo viaggio 「初めての旅」 - Hajimete no tabi                         | 11 luglio 2015    |         |
| 3  | La ragazza che uccide gli eroi 「六花殺しの少女」 - Rokka-goroshi no shōjo | 18 luglio 2015    |         |
| 4  | L'incontro degli eroi 「勇者集結」 - Yūsha shūketsu                        | 25 luglio 2015    |         |
| 5  | Il settimo eroe 「七人目の勇者」 - Nana ninme no yūsha                     | 1º agosto 2015    |         |
| 6  | Una trappola e una disfatta 「罠と潰走」 - Wana to kaisō                   | 8 agosto 2015     |         |
| 7  | Le ragioni dei due 「二人の理由」 - Futari no riyū                         | 15 agosto 2015    |         |
| 8  | L'uomo medio e il genio 「凡人と天才」 - Bonjin to tensai                  | 22 agosto 2015    |         |
| 9  | Le gemme del dubbio 「疑惑の蕾」 - Giwaku no tsubomi                       | 29 agosto 2015    |         |
| 10 | Una situazione disperata 「絶体絶命」 - Zettai zetsumei                    | 5 settembre 2015  |         |
| 11 | Contrattacco 「反攻」 - Hankō                                              | 12 settembre 2015 |         |
| 12 | Il momento di svelare la risposta 「解明の時」 - Kaimei no toki            | 19 settembre 2015 |         |